# Périers-sur-le-Dan
Périers-sur-le-Dan és un municipi francès situat al departament de Calvados i a la regió de Normandia. L'any 2007 tenia 488 habitants.

## Demografia

### Població
El 2007 la població de fet de Périers-sur-le-Dan era de 488 persones. Hi havia 189 famílies de les quals 33 eren unipersonals (12 homes vivint sols i 21 dones vivint soles), 78 parelles sense fills, 70 parelles amb fills i 8 famílies monoparentals amb fills.
La població ha evolucionat segons el següent gràfic:
Habitants censats

### Habitatges
Tots els 190 habitatges que hi havia el 2007 eren l'habitatge principal de la família. 176 eren cases i 13 eren apartaments. Dels 190 habitatges principals, 162 estaven ocupats pels seus propietaris, 21 estaven llogats i ocupats pels llogaters i 8 estaven cedits a títol gratuït; 5 tenien una cambra, 8 en tenien dues, 6 en tenien tres, 26 en tenien quatre i 145 en tenien cinc o més. 169 habitatges disposaven pel capbaix d'una plaça de pàrquing. A 58 habitatges hi havia un automòbil i a 127 n'hi havia dos o més.

### Piràmide de població
La piràmide de població per edats i sexe el 2009 era:
| Homes | Edats   | Dones |
| ----- | ------- | ----- |
| 0     | 95 o +  | 0     |
| 0     | 90 a 94 | 0     |
| 0     | 85 a 89 | 4     |
| 0     | 80 a 84 | 0     |
| 0     | 75 a 79 | 4     |
| 8     | 70 a 74 | 0     |
| 8     | 65 a 69 | 8     |
| 20    | 60 a 64 | 20    |
| 28    | 55 a 59 | 20    |
| 20    | 50 a 54 | 32    |
| 32    | 45 a 49 | 28    |
| 8     | 40 a 44 | 20    |
| 12    | 35 a 39 | 12    |
| 0     | 30 a 34 | 4     |
| 24    | 25 a 29 | 8     |
| 16    | 20 a 24 | 24    |
| 32    | 15 a 19 | 8     |
| 0     | 10 a 14 | 40    |
| 4     | 5 a 9   | 4     |
| 0     | 0 a 4   | 4     |

## Economia
El 2007 la població en edat de treballar era de 343 persones, 243 eren actives i 100 eren inactives. De les 243 persones actives 220 estaven ocupades (119 homes i 101 dones) i 22 estaven aturades (12 homes i 10 dones). De les 100 persones inactives 33 estaven jubilades, 44 estaven estudiant i 23 estaven classificades com a «altres inactius».

### Ingressos
El 2009 a Périers-sur-le-Dan hi havia 190 unitats fiscals que integraven 492,5 persones, la mediana anual d'ingressos fiscals per persona era de 30.603 €.

### Activitats econòmiques
Dels 13 establiments que hi havia el 2007, 1 era d'una empresa de construcció, 2 d'empreses de comerç i reparació d'automòbils, 2 d'empreses financeres, 2 d'empreses immobiliàries, 4 d'empreses de serveis i 2 d'entitats de l'administració pública.
Dels 2 establiments de servei als particulars que hi havia el 2009, 1 era una lampisteria i 1 agència immobiliària.
L'any 2000 a Périers-sur-le-Dan hi havia 6 explotacions agrícoles.

## Poblacions més properes
El següent diagrama mostra les poblacions més properes.